# Denn du wirst meine Seele nicht in der Hölle lassen
Denn du wirst meine Seele nicht in der Hölle lassen (Car tu ne veux pas laisser mon âme dans le gouffre) BWV 15 est une cantate religieuse de Johann Ludwig Bach, attribuée par erreur à Johann Sebastian Bach.

## Histoire
La cantate a été composée par Johann Ludwig Bach à Meiningen, probablement pour le jour de Pâques 1704. Johann Sebastian Bach l'a ensuite transcrite et peut-être dirigée à Leipzig le 21 avril 1726. En raison de cette transcription, Denn du wirst meine Seele nicht in der Hölle lassen a été à tort classée dans la liste des compositions de Johann Sebastian Bach et a reçu le numéro 15 du catalogue BWV de Wolfgang Schmieder mais la paternité en est maintenant reconnue à Johann Ludwig, son cousin au second degré.
Les lectures prescrites du jour étaient Cor 5: 6-8 et Marc 16: 1-8.
Le texte est de Christoph Helm ou de Ernst Ludwig von Sachsen-Meinigen.

## Structure et instrumentation
La cantate est écrite pour deux cors, deux hautbois, timbale, hautbois da caccia, violons, alto, viole de gambe, basse continue, quatre voix solistes (soprano, alto, ténor, et basse) et chœur en quatre parties.
Il y a deux parties pour dix mouvements :
Première partie
1. arioso (basse) : Denn du wirst meine Seele nicht in der Hölle lassen
2. récitatif (soprano) : Mein Jesus ware tot
3. aria (duo soprano et alto) : Weichet, weichet, Furcht und Schrecken
4. aria (ténor) : Entsetzet euch nicht
5. aria (soprano) : Auf, freue dich, Seele, du bist nun getröst

Deuxième partie
1. trio (soprano, ténor, basse) : Wo bleibet dein Rasen du höllischer Hund
2. aria (duo soprano, alto) : Ihr klaget mit Seufzen, ich jauchze mit Schall
3. sonate instrumentale tutti.
4. récitatif (ténor, basse) - quatuor : Drum danket dem Höchsten, dem Störer des Krieges
5. choral : Weil du vom Tod erstanden bist